# Plaza Mar 2
Plaza Mar 2 es un centro comercial de la ciudad española de Alicante situado en el barrio de La Goteta, entre la avenida de Denia y la sierra Grossa.

## Descripción
Inaugurado el 27 de mayo de 2003, cuenta con una superficie de 162 000 m² que alberga 120 comercios, 16 salas de cine y un aparcamiento de 2800 plazas. Su construcción, que requirió una inversión de 170 millones de euros, fue promovida por la Sociedad General Inmobiliaria de España y por la cadena de hipermercados Alcampo, la cual dispone de un establecimiento con una superficie de 9700 m². El centro comercial supuso la creación de cerca de 1350 empleos directos y atrajo a Alicante firmas como H&M y C&A.
Se comunica con el centro de Alicante a través del scalextric del Postiguet y la avenida de Denia, y cuenta con una pasarela peatonal que lo conecta con el barrio de El Pla. Frente al centro hacen parada cinco líneas de autobús y dispone de una parada de tranvía (La Goteta-Plaza Mar 2).
A pesar de su nombre, no existe en Alicante otro centro comercial Plaza Mar anterior a este, sino que es el nombre que distingue a los centros comerciales del mismo dueño, Sociedad General Inmobiliaria de España, similar a Plaza Río 2 y Plaza Norte 2 en Madrid.